# Terence McCloy
Terence McCloy (auch Terrence McCloy, * 1940 oder 1941 in Calgary, Kanada) trat nur einmalig als Drehbuchautor in Erscheinung und wurde für seine Arbeit an Lady Sings the Blues 1973 gemeinsam mit Chris Clark und Suzanne De Passe für den Oscar in der Kategorie Bestes Originaldrehbuch nominiert. Der Film wurde von Sidney J. Furie inszeniert und behandelte das Leben von Billie Holiday, von Diana Ross dargestellt wurde. McCloy war 1970 mit dem Verfassen des Drehbuchs beauftragt worden.
In den 2000er Jahren trat er als Präsident der Organisation iBoycott in Erscheinung. Diese versuchte zu Beginn des 21. Jahrhunderts mit der sogenannten SuperParty eine neue politische Partei zu etablieren. Diese rief auch 2007 eine Kampagne gegen NBC Universal aus, da diese über ihre verschiedenen Medien aus Sicht von iBoycott nur unzureichend über die damalige Krise im Sudan im Zusammenhang mit Christenverfolgungen berichtet habe.